# Оператор Прюітт
Опера́тор Прюі́тт (англ. Prewitt operator) використовують в обробці зображень, зокрема в алгоритмах виявляння контурів. З технічного погляду це оператор дискретного диференціювання, який обчислює наближення градієнта функції яскравості зображення. У кожній точці зображення результат оператора Прюітт — або відповідний вектор градієнта, або норма цього вектора. Оператор Прюітт ґрунтується на згортанні зображення з невеликим роздільним цілочисловим фільтром в горизонтальному та вертикальному напрямках, і відтак відносно невитратний з погляду обчислень, як оператори Собеля та Каялі. З іншого боку, наближення градієнтна, яке він створює, відносно грубе, зокрема для високочастотних мінливостей зображення. Оператор Прюітт розробила Джудіт М. С. Прюітт.

## Спрощений опис
По-простому, цей оператор обчислює градієнт яскравості зображення в кожній точці, вказуючи напрямок найбільшого можливого збільшення від світлого до темного та швидкість зміни в цьому напрямку. Таким чином, результат показує, наскільки «різко» чи «плавно» змінюється зображення в цій точці, а отже, наскільки правдоподібно, що частина зображення це контур (англ. edge), а також те, який правдоподібний напрямок цього контуру. На практиці інтерпретувати обчислення величини (правдоподібності контуру) надійніше та легше, ніж обчислення напрямку.
Математично, градієнт функції двох змінних (тут функції яскравості зображення) в кожній точці зображення це двовимірний вектор зі складовими, заданими похідними в горизонтальному та вертикальному напрямках. У кожній точці зображення вектор градієнта вказує в напрямку найбільшого можливого зростання яскравості, а довжина вектора градієнта відповідає швидкості зміни в цьому напрямку. Це означає, що результат оператора Прюітт в точці зображення в області сталої яскравості зображення це нульовий вектор, а в точці на контурі це вектор, який вказує поперек контуру, від темніших до яскравіших значень.

## Формулювання
З математичної точки зору цей оператор використовує два ядра 3×3, які згортають із первинним зображенням, щоб обчислити наближення похідних — одне для горизонтальних змін, інше — для вертикальних. Якщо ми визначимо {\displaystyle \mathbf {A} } як первинне зображення, а {\displaystyle \mathbf {G_{x}} } та {\displaystyle \mathbf {G_{y}} } — два зображення, які в кожній точці містять наближення горизонтальної та вертикальної похідних, то їх обчислюють так:
{\displaystyle \mathbf {G_{x}} ={\begin{bmatrix}+1&0&-1\\+1&0&-1\\+1&0&-1\end{bmatrix}}*\mathbf {A} ,\quad \mathbf {G_{y}} ={\begin{bmatrix}+1&+1&+1\\0&0&0\\-1&-1&-1\end{bmatrix}}*\mathbf {A} }
де {\displaystyle *} позначує операцію двовимірної згортки.
Оскільки ядра Прюітт можливо розкласти як добутки усереднювального та диференціювального ядер, вони обчислюють градієнт зі згладжуванням. Отже, це роздільний фільтр. Наприклад, {\displaystyle \mathbf {G_{x}} } можливо записати як
{\displaystyle {\begin{bmatrix}+1&0&-1\\+1&0&-1\\+1&0&-1\end{bmatrix}}={\begin{bmatrix}1\\1\\1\end{bmatrix}}{\begin{bmatrix}+1&0&-1\end{bmatrix}}}
Координату x тут визначено як зростальну «ліворуч», а координату y — як зростальну «вгору». У кожній точці зображення отримані наближення градієнта можливо об'єднувати, щоб отримувати величину градієнта, використовуючи
{\displaystyle \mathbf {G} ={\sqrt {{\mathbf {G} _{x}}^{2}+{\mathbf {G} _{y}}^{2}}}}
Використовуючи цю інформацію, ми також можемо обчислювати напрямок градієнта:
{\displaystyle \mathbf {\Theta } =\operatorname {atan2} \left({\mathbf {G} _{y},\mathbf {G} _{x}}\right)}
де, наприклад, Θ дорівнює 0 для вертикального контуру, темнішого праворуч.

## Приклад
|  |  |